# Troglohyphantes racovitzai
Troglohyphantes racovitzai là một loài nhện trong họ Linyphiidae.
Loài này thuộc chi Troglohyphantes. Troglohyphantes racovitzai được miêu tả năm 1970 bởi Dumitrescu & Georgescu.